# Mario Jiménez Gambín
Mario Jiménez Gambín (Molina de Segura, 13 de febrero de 2007) es un futbolista español que juega en la demarcación de extremo derecho en el Club Recreativo Granada de la Tercera Federación.

## Trayectoria
Tras formarse como futbolista en las categorías inferiores del Real Murcia CF, Olimpic Club de Murcia, UD Los Garres, UCAM Murcia CF, y finalmente en el Granada CF, subió al tercer equipo, con el que llegó a anotar un gol en cinco partidos disputados en la temporada 2024-25.
Tras sus actuaciones con el tercer equipo, ascendió al Club Recreativo Granada, empezando la pretemporada con el filial y completándola con el primer equipo en la temporada 2025-26. Finalmente, su debut se produjo el 16 de agosto de 2025 en un partido de la Segunda División de España contra el Real Club Deportivo de La Coruña, encuentro que finalizó con derrota granadina por 1-3. Su debut le hizo convetirse en el jugador más joven del siglo 21 en jugar con el primer equipo del Granada CF.

## Clubes
Actualizado al último partido disputado el 16 de agosto de 2025.
| Club                    | País   | Año       | Partidos | Goles |
| ----------------------- | ------ | --------- | -------- | ----- |
| Granada CF "C"          | España | 2024-2025 | 5        | 1     |
| Club Recreativo Granada | España | 2025-     | 0        | 0     |
| Granada CF              | España | 2025-     | 1        | 0     |